# Whippany
Whippany es un lugar designado por el censo ubicado en el condado de Morris en el estado estadounidense de Nueva Jersey. En el Censo de 2020 tenía una población de 8863 habitantes y una densidad poblacional de 596,43 habitantes por km². Fue incluido como CDP en el censo de 2020.

## Geografía
Whippany se encuentra ubicado en las coordenadas 40°49′28″N 74°25′02″O / 40.82444, -74.41722. Según la Oficina del Censo de los Estados Unidos,  tiene una superficie total de 14,86 km², de la cual 14,53 km² corresponden a tierra firme y 0,33 km² a agua.